# 法律の留保
法律の留保（ほうりつのりゅうほ）は、法律による行政（独:  Vorbehalt des Gesetzes）と法律の留保型人権保障（独:  Gesetzesvorbehalt）の2つの意味がある。

## 概説

### 行政学上の法律の留保（法律による行政）
行政は法律に従わなければならないという原理を法律による行政の原理といい権力分立主義の当然の帰結となるものである。ドイツの法学者であるオットー・マイヤーはそれを「法律による支配」として捉え、法律の法規創造力、法律の優位、法律の留保に分けた。
法律の留保としてオットー・マイヤーが提示した考え方は、行政が私人の自由と財産を侵害する行為については法律の根拠を必要とするというものである。
人権には不可侵性が認められるが、少なくとも人権相互の調整という観点から一定の規制は免れ難いため、かかる人権の限界をどのような方法・形式で認定するかが問題となるが、近代立憲主義ではそれは「法律」によるべきとされている。その意味で「法律の留保」（Vorbehalt des Gesetzes:VdG）と呼ばれることがある。法律による行政の原理は行政上の法の一般原則として現代にまで引き継がれている。

### 憲法学上の法律の留保（法律の留保型人権保障）
ただ、この原理はもともとは自由と財産に対する行政の侵害を防ぐというものであったため、法律の内容自体に対する防波堤は用意されていなかった（この点で形式的法治主義と英米法由来の「法の支配」との差異が説かれることもある）。
19世紀の西欧諸国の憲法や明治憲法では、議会制定法への信頼を前提に、議会の制定法によらなければ憲法所定の権利を制限することはできないという形での権利保障がとられた。議会に最終判断権を委ねるもので、憲法は「法律の範囲内において」権利を保障するという形式が一般的にとられていた。この意味で「法律の留保」（Gesetzesvorbehalt:GV）という語が用いられることもある。
しかし、「法律」による人権侵害の可能性という問題に対し、この方法では議会のあり方によっては人権保障は実のないものとなる。権利保障が法律の範囲内で認められるものにすぎない場合には立法権によりほとんど自由に制限しうるものになるからである。
第二次世界大戦後に制定された日本国憲法やドイツ連邦共和国基本法では、立法部といえども侵害できない部分をも含む形での保障を採用している。この場合でも私的権利の行使や私的活動が絶対的で無制約というわけではなく、立法による制約の対象となりうるが、ただそれが一定の限度を超える場合には違憲という判断を受けることとなる。

## 法律による行政における法律の留保の範囲
法律による行政における法律の留保の範囲は、それによって議会の授権を必要としない行政権の活動範囲を画することとなるため議論がある。
- 権力留保説（有力説）
権力的行為形式で行われる行政活動には、法律の根拠が必要であるとする見解。侵害的行政活動であるか、受益的行政活動であるかを問わず法律の根拠を要求する。
権力留保説に対しては法律の根拠と権力の所在の認定という2つの問題を混淆しているという指摘がある[12]。
- 侵害留保説（判例・実務）
個人の権利または自由の侵害にわたる場合に法律の根拠が必要であるとする見解。補助金の交付などの授益的行政活動については、法律の根拠は不要であるとする。
侵害留保説に対しては行政の民主的コントロールという点で問題であり、国民の現実あるいは将来の生活が行政府によって規定されてしまうことになるという指摘がある[13]。
- 本質留保説
侵害留保説を中核としながら、国土開発計画のような基本的人権にかかわりのある重要な行政活動については、その基本的内容について、法律の授権を必要とする見解。
- 全部留保説
行政活動の全部において法律の授権を必要とする見解。
全部留保説に対しては根拠規範がない限り変化する行政需要に適応できなくなり、またはそれを回避するために包括的な授権立法をせざるをえなくなるといった問題が指摘されている[13]。